# Hipposideros coxi
Hipposideros coxi (Shelford, 1901) è un pipistrello della famiglia degli Ipposideridi endemico del Borneo.

## Descrizione

### Dimensioni
Pipistrello di medie dimensioni, con la lunghezza dell'avambraccio tra 53 e 55 mm e un peso fino a 10 g.

### Aspetto
Il colore generale del corpo è marrone scuro. Le orecchie sono molto grandi, triangolari, larghe alla base e con una concavità sul bordo posteriore appena sotto la punta smussata. L'antitrago è ben sviluppato e provvisto di una piega interna prominente. La foglia nasale presenta una porzione anteriore molto grande che copre completamente il muso e con due fogliette laterali supplementari, una porzione intermedia larga con una cresta longitudinale centrale e due fogliette triangolari laterali, una porzione posteriore alta, provvista di tre setti che la dividono in quattro celle, con le due più interne molto più larghe delle esterne, le quali sono invece molto piccole. Nei maschi è presente una sacca frontale. Le membrane alari sono attaccate posteriormente sui metatarsi. La coda è lunga e si estende leggermente oltre l'ampio uropatagio. Il primo premolare superiore è piccolo e situato fuori la linea alveolare.

## Biologia

### Alimentazione
Si nutre di insetti.

## Distribuzione e habitat
Questa specie è conosciuta soltanto sul monte Penrisen, nella parte sud-occidentale dello stato malese di Sarawak, nel Borneo.
Vive a circa 1.280 metri di altitudine.

## Conservazione
La IUCN Red List, considerato l'areale limitato, seriamente frammentato, l'estensione e la qualità del proprio habitat in continuo declino, classifica H.coxi come specie in pericolo di estinzione (Endangered).